# ربیع بن شرقی
ربیع بن شرقی (انگلیسی: Rabie Benchergui؛ زادهٔ ۱۴ مارس ۱۹۷۸) بازیکن فوتبال اهل الجزایر بود.
از باشگاه‌هایی که در آن بازی کرده‌است می‌توان به باشگاه فوتبال اتحاد الجزایر اشاره کرد.
وی همچنین در تیم ملی فوتبال الجزایر بازی کرده‌است.